# Ramelteon
Ramelteon, vendu entre autres sous le nom Rozerem, est un médicament agoniste de la mélatonine qui est utilisé dans le traitement de l'insomnie,. Il est indiqué spécifiquement pour le traitement de l'insomnie caractérisée par des difficultés d'endormissement. Il réduit le temps nécessaire pour s'endormir, mais le degré de bénéfice clinique est faible. Le médicament est approuvé pour une utilisation à long terme. Ramelteon est pris par voie orale.
Les effets secondaires du ramelteon comprennent la somnolence, les étourdissements, la fatigue, les nausées, l'insomnie exacerbée et les changements dans les niveaux d'hormones. Ramelteon est un analogue de la mélatonine et est un agoniste sélectif des récepteurs de la mélatonine MT1 et MT2 . La demi-vie et la durée du ramelteon sont beaucoup plus longues que celles de la mélatonine. Ramelteon n'est pas une benzodiazépine ou un médicament Z et n'interagit pas avec les récepteurs GABA, ayant plutôt un mécanisme d'action distinct,.
Ramelteon a été décrit pour la première fois en 2002 et a été approuvé pour un usage médical en 2005. Contrairement à certains autres somnifères, le rameltéon n'est pas une substance contrôlée et n'a aucun potentiel connu d'abus.
L'utilisation de Ramelteon n'est pas recommandée chez les personnes souffrant d'apnée du sommeil sévère.